# Casa do Penedo
Casa do Penedo (Portuguès per Casa de pedra o Casa de la Roca) és un monument arquitectònic localitzat entre Celorico de Basto i Fafe, al Portugal del nord. Rep el seu nom perquè va ser construïda entre quatre grans roques que serveixen com a fonaments, parets i sostre de la casa.

## Història
La seva construcció va començar el 1972 i va durar aproximadament dos anys fins a la seva conclusió el 1974.
L'enginyer que va construir la Casa do Penedo era de Guimarães. La residència era inicialment utilitzada pels propietaris com a destinació de vacances. Avui Casa do Penedo és un petit museu d'antiguitats i fotografies de la història de la casa.
L'edifici és localitzat prop d'un parc eòlic, tot i que no hi ha cap subministrament d'electricitat a la casa mateixa. A causa del seu disseny inusual i integració a la naturalesa circumdant, l'edifici ha esdevingut un creixent atracció turística.
- Casa do Penedo, vista posterior
- Casa do Penedo, vista de front
- Casa Penedo, vista posterior